# São Geraldo (Coronel Fabriciano)
São Geraldo é um bairro do município brasileiro de Coronel Fabriciano, no interior do estado de Minas Gerais. Localiza-se no distrito Senador Melo Viana, estando situado no Setor 5. Segundo o censo demográfico de 2022, realizado pelo Instituto Brasileiro de Geografia e Estatística (IBGE), sua população era de 1 636 habitantes e havia 619 domicílios particulares permanentes ocupados.
De acordo com o IBGE, em 2010 a população era de 1 676 habitantes e havia 562 domicílios particulares.
O bairro surgiu a partir de ocupações espontâneas no decorrer do século XX e seu nome é uma referência a São Geraldo. Os primeiros moradores construíram uma capela em homenagem ao orago, no local onde mais tarde viria a ser erguida a atual igreja da comunidade. Esta serviu como primeira sede da Paróquia São Francisco Xavier, desmembrada da Paróquia Santo Antônio em 2011.
Segundo o IBGE, possui uma área considerada como favela e comunidade urbana, que tinha 1 480 habitantes em 2022.

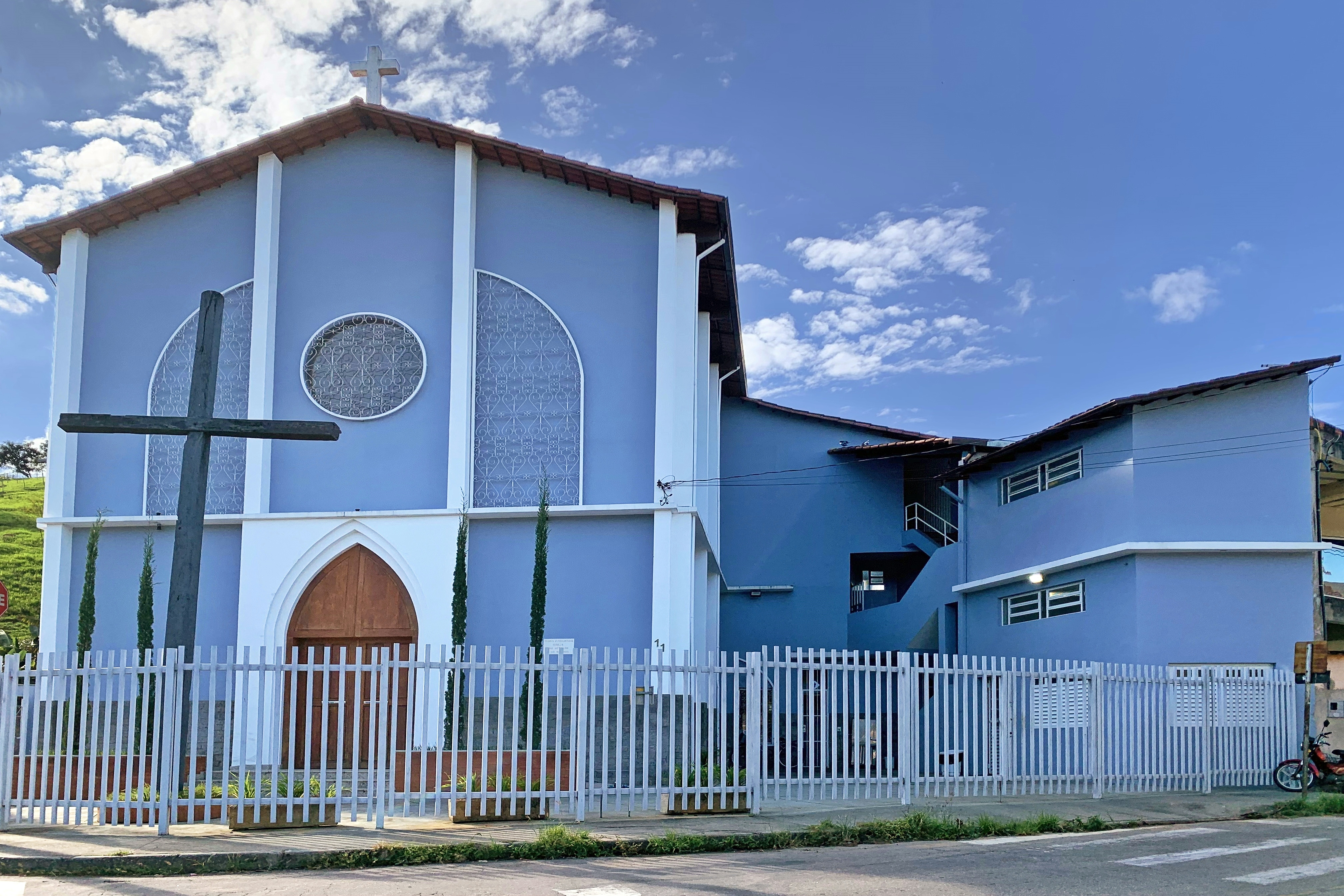
Igreja São Geraldo, da Paróquia São Francisco Xavier.
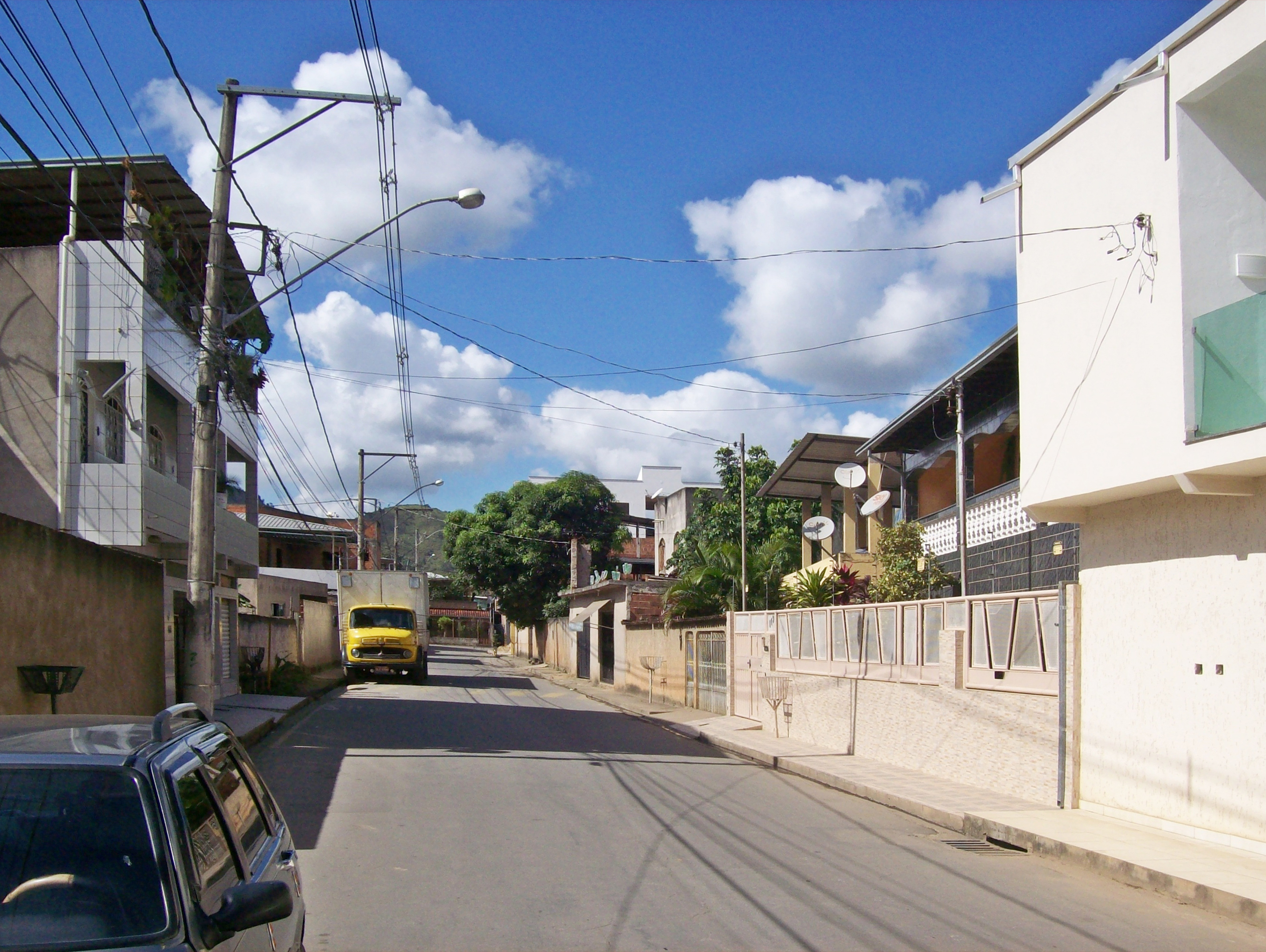
Rua Salustiano Costa no bairro São Geraldo